# Klaus-Martin Bresgott
Klaus-Martin Bresgott (* 24. Januar 1967 in Greifswald) ist ein deutscher Kunsthistoriker und Dirigent.

## Leben
Klaus-Martin Bresgott studierte nach dem Abitur am Kirchlichen Oberseminar in Potsdam-Hermannswerder Germanistik und Kunstgeschichte, parallel Chorleitung. Er wirkte als Ensemblesänger und gründete 1992 das Berliner Ensemble Athesinus Consort Berlin, mit dem er mehrere CDs einspielte. Ab 1996 arbeitete er freiberuflich als Kulturmanager, Dramaturg und Dirigent. Seine Gesamtaufnahme der Geistlichen Chormusik op. 12 von Hugo Distler wurde 2008 mit dem Preis der Deutschen Schallplattenkritik ausgezeichnet. Für seine Aufnahme mit Werken von Johann Hermann Schein und Frank Schwemmer erhielt er 2019 den französischen Choc de Classica. Er veröffentlicht kunstwissenschaftliche Bücher und gibt Chormusik heraus.
Bresgott arbeitet seit 2009 im Kulturbüro des Rates der EKD. 2012 initiierte und kuratierte er das bundesweite 366-Tage-Konzert-Projekt 366+1 – Kirche klingt von Augsburg bis Zittau, 2018 war er Kurator der Ausstellung „Bei deinem Namen genannt. Maria und Nikolaus“. 2019 bis 2021 kuratierte er das bundesweite Projekt Landgut-Kulturgut. Er sitzt im Kuratorium der Stiftung Bibel und Kultur.
Bresgott ist verheiratet und hat fünf Kinder.

## Veröffentlichungen (Auswahl)
- Das Holländerviertel in Potsdam. Homilius, Berlin 1997, ISBN 3-89706-161-9.
- Kloster Jerichow. Homilius, Berlin 1997, ISBN 3-89706-040-X.
- Zisterzienserklöster im Land Brandenburg. Homilius, Berlin 1999, ISBN 3-89706-900-8.
- (Hrsg.): Kirche klingt. 77 Lieder für das Kirchenjahr. LVH, Hannover 2011, ISBN 978-3-7859-1065-8.
- Sehen lernen. Die Sprache der Künste in der Welt der Kirche. Band 1, Berlin, 2015, ISBN 978-3-00-052315-1
- Sehen lernen. Bilder und Symbole in der Welt der Kirche. Band 2, Berlin, 2016, ISBN 978-3-00-052316-8
- Sehen lernen. Werke und Formen in der Welt der Kirche. Band 3, Berlin, 2023, ISBN 978-3-9823816-0-2
- (Hrsg.): Frau Musica spricht … Chorbuch Reformation. Bärenreiter, Kassel, 2011, ISMN 979-0-006-54129-4
- (Hrsg.): Chorbuch Leonhard Lechner. Carus, Stuttgart 2014, ISMN M-007-16398-3
- (Hrsg.): Hugo Distler: Die Weihnachtsgeschichte op. 10 Urtext. Carus Stuttgart, 2015, ISMN M-007-16589-5
- (Hrsg.): Hugo Distler: Vier Motetten für Advent und Weihnachten. Carus Stuttgart, 2015, ISMN M-007-16593-2
- (mit Athesinus Consort Berlin): Leonhard Lechner. Sacred Choral Music. Carus Verlag in Koproduktion mit Deutschlandradio Kultur, 2013, EAN 400-9-35083-384-5
- (mit Athesinus Consort Berlin): Frank Schwemmer. Contemporary Choral Music. Carus Verlag in Koproduktion mit Deutschlandradio Kultur, 2014, EAN 400-9-35083-464-4
- (mit Athesinus Consort Berlin): Hugo Distler: Die Weihnachtsgeschichte. Carus Verlag in Koproduktion mit Deutschlandradio Kultur, 2015, EAN 400-9-35083-472-9
- (mit Athesinus Consort Berlin): Samuel Scheidt. Cantiones Sacrae. Carus Verlag in Koproduktion mit Deutschlandfunk Kultur, 2018, EAN 4-00935-083488-0
- Neue Sakrale Räume. 100 Kirchen der Klassischen Moderne. Park Books, Zürich 2019, ISBN 978-3-03860-158-6.
- (mit Johann Hinrich Claussen): Das Land Fontanes. Monumente Publikationen, Bonn 2019, ISBN 978-3-86795-153-1.
- (mit Johann Hinrich Claussen): Lieb, Leid und Zeit und Ewigkeit. Liederbuch für alle Tage. Berlin 2020, ISMN 979-0-000-00231-9 (Suche im DNB-Portal).
- (mit Athesinus Consort Berlin): 432. Mit Ulrich Noethen, Gerhard Schöne, Uwe Steinmetz und Pascal von Wroblewsky. Felicitas Records in Koproduktion mit Deutschlandfunk Kultur, 2021, EAN 0-745178-1720-66
- (mit Athesinus Consort Berlin): Choralgut. 500 Jahre Evangelischer Choral. Doppel-CD. Felicitas Records in Koproduktion mit Deutschlandfunk Kultur, 2024, EAN 0-745178-1720-80